# Едуардо Бенгоечеа
Едуардо Бенгоечеа (ісп. Eduardo Bengoechea; нар. 2 липня 1959) — колишній аргентинський тенісист.
Найвищу одиночну позицію світового рейтингу — 21 місце досяг Вересень 1987, парну — 153 місце — Березень 1985 року.
Найвищим досягненням на турнірах Великого шолома було 3 коло в одиночному та парному розрядах.

## Фінали за кар'єру

### Парний розряд (2 поразки)
| Результат | W/L | Дата     | Турнір           | Покриття | Партнер         | Суперники                      | Рахунок       |
| --------- | --- | -------- | ---------------- | -------- | --------------- | ------------------------------ | ------------- |
| Поразка   | 0–1 | Бер 1985 | ATP Buenos Aires | Ґрунт    | Дієго Перес     | Мартін Хайте Крістіан Мініуссі | 4–6, 3–6      |
| Поразка   | 0–2 | Лис 1988 | ATP Buenos Aires | Ґрунт    | Хосе Луїс Клерк | Карлос Коста Хав'єр Санчес     | 3–6, 6–3, 3–6 |